# Colmano de Lindisfarne
Colmano de Lindisfarne (c. 605, Irlanda - 18 de fevereiro de 675, Irlanda), também conhecido como São Colmano, foi bispo de Lindisfarne de 661 a 664.

## Vida
Colmano era natural do oeste da Irlanda e recebeu sua educação em Iona. Ele provavelmente era um nobre da Conmaicne Mara. Colmano sucedeu Edano e Finano como bispo de Lindisfarne, sendo nomeado em 661. Colmano renunciou ao Bispado de Lindisfarne depois que o Sínodo de Whitby convocado pelo rei Osvio da Nortúmbria decidiu calcular a Páscoa usando o método do Primeiro Concílio Ecumênico em vez de seu método celta preferido. A mudança para o Método Romano levou Colmano a partir e viajar de volta para a Escócia e, eventualmente, de volta para Iona.[carece de fontes?]
A tradição posterior afirma que entre os anos 665 e 667, Colmano fundou várias igrejas na Escócia antes de retornar a Iona. No entanto, não há registros do século VII de tal atividade por ele. De Iona, ele navegou para a Irlanda, estabelecendo-se em Inishbofin em 668 onde fundou um mosteiro, a Escola de Mayo. Quando Colmano chegou a Mayo, ele trouxe consigo metade das relíquias de Lindisfarne, incluindo os ossos de Edano e uma parte da verdadeira cruz. Diz-se que isso estava na Abadia de Mayo até seu desaparecimento durante a Reforma em 1537.
Colmano estava entrando em uma paisagem que havia sido dizimada pela praga de 664–665. Ele pode ter revivido uma igreja anterior na ilha ou uma na área central de Connacht onde Maigh Eo foi fundada mais tarde. Em Inishbofin, ocorreu uma cisão entre os irlandeses e os ingleses "porque no verão os irlandeses saíam para vagar por conta própria em lugares que conheciam, em vez de ajudar na colheita, e então, quando o inverno se aproximava, voltavam e queriam compartilhar o que os monges ingleses tinham coletado."
Qual era o motivo de sua ausência intermitente? Comentaristas anteriores suspeitavam que as duas nações vinham de diferentes origens agrícolas e que os irlandeses se retiravam intermitentemente da ilha com o gado do mosteiro com o propósito de "booleying", uma forma de transumância. Também é possível que os irlandeses visitassem seus parentes no continente. Retornando à ilha no inverno, eles ajudavam a consumir os frutos do trabalho dos saxões. Essa situação inevitavelmente levou a tensões dentro da comunidade. Disputas surgiram entre os monges saxões e irlandeses após um curto período de tempo. Colmano trouxe seus seguidores saxões para o continente e fundou um mosteiro para eles em "Magh Eó" - a Planície dos Teixos, posteriormente conhecido como "Mayo dos Saxões".
Os últimos dias de Colmano foram passados na ilha de Inishbofin, onde morreu em 674. Sua festa é celebrada em 8 de agosto  e em 13 de novembro.